# Корнелија Квесић
Корнелија Квесић (Какањ, 25. август 1963) бивша је кошаркашица и репрезентативка Југославије.

## Биографија
Рођена је 25. августа 1963. године у Какњу. Кошаркашку каријеру је почела у клубу Раде Кончар из Славонског Брода, одакле прелази у сарајевску Босну. Затим је играла за Елемес из Шибеника. Играла је у више клубова у Француској, Грчкој, Македонији, Израелу, Белгији и Турској.
За репрезентацију Југославије одиграла је 170 утакмица. Има освојену бронзану медаљу са Унивезијаде одржане 1985. године у Јапану, сребрну медаљу са Европског првенства одржаног 1987. године у Шпанији, сребрну медаљу са Олимпијских игара одржаних 1988. године у Сеулу у Јужној Кореји, те сребрна медаља са Светског првенства одржаног 1990. године у Малезији.
Након завршетка играчке каријере, била је тренер Женског кошаркашког клуба Брод.

## Успеси

### Репрезентативни
- Сребрне медаље

Олимпијске игре 1988. Сеул
Светско првенство 1990. Куала Лумпур
Европско првенство 1987. Кадиз